# John Thompson (cestista 1941)
John Robert Thompson jr. (Washington, 2 settembre 1941 – Arlington, 31 agosto 2020) è stato un cestista e allenatore di pallacanestro statunitense, per 27 stagioni coach della Georgetown University.
Padre di John Thompson III, è stato membro del Naismith Memorial Basketball Hall of Fame fino al 1999 in qualità di allenatore.

## Carriera
Venne selezionato dai Boston Celtics al terzo giro del Draft NBA 1964 (25ª scelta assoluta).

## Palmarès

### Giocatore
- Campionato NBA: 2

Boston Celtics: 1965, 1966

### Allenatore
- Campione NCAA (1984)
- Henry Iba Award (1982)